# Jordi III Dadiani
Jordi III Dadiani fou mtavari de Mingrèlia del 1546 al 1574 i un altre cop del 1574 al 1582. Va succeir al seu pare Levan I Dadiani. Va ser deposat per son germà petit Mamia IV Dadiani el 1574 però va recuperar el poder en pocs mesos, el mateix 1574. Va tenir dos matrimonis, el segon amb Thamar que havia estat la dona de Mamia II Dadiani. Va tenir un fill, Levan Dadiani la mort del qual el 1582 va deixar via lliure a l'oncle Mamia IV Dadiani, que es va proclamar mtavari en morir Jordi III.